# Úněšov
Úněšov (německy Anischau) je obec v okrese Plzeň-sever v Plzeňském kraji. V obci tvořené devíti částmi žije celkem 628 obyvatel.

## Historie
První písemná zmínka o Úněšově pochází z roku 1352. Byl zde farní kostel a tvrz.
V berním rejstříku Plzeňského kraje z roku 1379 je vesnice uvedena jako majetek blíže nejasného Sezemy. Roku 1391 ji bratři Petr a Sezema ze Štěpánovic (z rodů pánů z Vrtby) prodali Buškovi z Klenovic.

## Obyvatelstvo
| Rok            | 1869 | 1880 | 1890 | 1900 | 1910 | 1921 | 1930 | 1950 | 1961 | 1970 | 1980 | 1991 | 2001 | 2011 | 2021 |
| -------------- | ---- | ---- | ---- | ---- | ---- | ---- | ---- | ---- | ---- | ---- | ---- | ---- | ---- | ---- | ---- |
| Počet obyvatel | 268  | 274  | 278  | 260  | 273  | 275  | 297  | 157  | 136  | 209  | 301  | 355  | 340  | 321  | 317  |
| Počet domů     | 45   | 45   | 47   | 47   | 50   | 51   | 57   | 53   | 87   | 35   | 38   | 53   | 55   | 59   | 65   |

## Obecní správa

### Části obce
- Úněšov
- Budeč
- Čbán
- Číhaná
- Hvožďany
- Lípa
- Podmokly
- Štipoklasy
- Vojtěšín

### Obecní symboly
Znak a vlajka byly obci uděleny rozhodnutím předsedkyně Poslanecké sněmovny Parlamentu České republiky dne 19. května 2025.

## Pamětihodnosti
- gotický kostel svatého Prokopa zmiňovaný v roce 1365 a přestavěný v období baroka
- dva smírčí kříže v katastru obce
- zaniklý hrad Malšín na vrcholu Špičáku u samoty Liška
- zaniklá tvrz na severozápadním konci vsi, na poloostrově vybíhajícím do rybníka (dochované hospodářské stavení).[8]